# Eduardo Rossoff
Eduardo Rossoff (Ciudad de México, 17 de febrero de 1955) es un cineasta y productor mexicano, de confesión judía.

## Biografía
Estudió psicología en la Universidad de San Diego y cine en Tel Aviv y París. Trabajó en televisión, en especial en programas de noticias. Ha producido: Coco Chanel, de George Kaczender, Hechizo en la ruta maya, de Clare Peploe y Aro Tolbukhin: en la mente de un asesino, de Isaac-Pierre Racine. Ha trabajado también con Maná, produciendo sus videoclips musicales. Habla con fluidez seis idiomas.

## Filmografía
- Ave María (2000), crítica con el proceder de la Iglesia católica
- Al filo de la mentira (2011)
- Sangre de familia (2013)

## Premios
- Premio al Mejor director novel en el Festival de cine de La Habana, por Ave María
- Premio del público en el Festival de Newport Beach, por Ave María